# جوني لي
جوني لي (بالإنجليزية: Johnny Lee)‏ هو ممثل أمريكي، ولد في 4 يوليو 1898 بلوس أنجلوس في الولايات المتحدة، وتوفي بنفس المكان في 12 ديسمبر 1965 بسبب نوبة قلبية.

## أعمال

### أفلام
- (1946) أغنية الجنوب[3]

## وصلات خارجية
- جوني لي على موقع IMDb (الإنجليزية)
- جوني لي على موقع قاعدة بيانات برودواي على الإنترنت (الإنجليزية)
- جوني لي على موقع قاعدة بيانات الأفلام السويدية (السويدية)
- جوني لي على موقع قاعدة بيانات الفيلم (الإنجليزية)
- جوني لي على موقع كينوبويسك (الروسية)